# Generalschlüssel
Ein Generalschlüssel, auch Hauptschlüssel, Generalhauptschlüssel oder Passepartout (von franz. passer ‚durchgehen‘ und partout ‚überall‘), ist in der Schließtechnik ein speziell angefertigter Schlüssel, der in der Lage ist, innerhalb einer Schließanlage alle oder jedenfalls mehrere Schließzylinder zu öffnen.
Zur Verfügung stellt man Generalschlüssel typischerweise Hausmeistern, der Hausverwaltung einer Wohnanlage oder dem Wachpersonal, bisweilen auch Rettungsdiensten.

## Spezialfälle und Abgrenzung
Ein Skelettschlüssel, der zur Öffnung der meisten Buntbartschlösser Anwendung findet, erfüllt diese Aufgabe dadurch, dass ein definierter Teil des Bartes kurzgeschliffen ist.
Zu unterscheiden sind derartige Schlüssel von einem Dietrich, der diese Funktion möglicherweise ebenfalls erfüllt, aber nicht vom Konstrukteur dafür entwickelt wurde, sondern von Außenstehenden, möglicherweise Kriminellen.
Höchstens der Grenzfall eines Generalschlüssels ist in diesem Sinne ein Einheitsschlüssel, wie es ihn zum Beispiel für Schutzhütten und Behindertentoiletten (Euroschlüssel) gibt.

## Funktion
Die Schließung eines Schließzylinders ergibt sich aus der Tiefe der Einschnitte im Schlüsselschaft. Gleichen sich zwei Schließungen bis auf eine der fünf oder sechs Einschnitte des Schlüssels, so wird der Kernstift für diesen Einschnitt mit einem Plättchen geteilt, wodurch beide Schlüssel eine Trennungsebene zwischen Stator und Rotor herbeiführen und den Zylinder schließen.